# Yères
Pour les articles homonymes, voir Yères (homonymie).
L'Yères est un fleuve côtier français du département de la Seine-Maritime, dans la région Normandie, situé dans le Petit Caux, et qui se jette dans la Manche.

## Étymologie
Le nom Era fluvius (devenu Yères) est attesté depuis 1034, terme hérité probablement de l'ancien toponyme Atura.

## Géographie

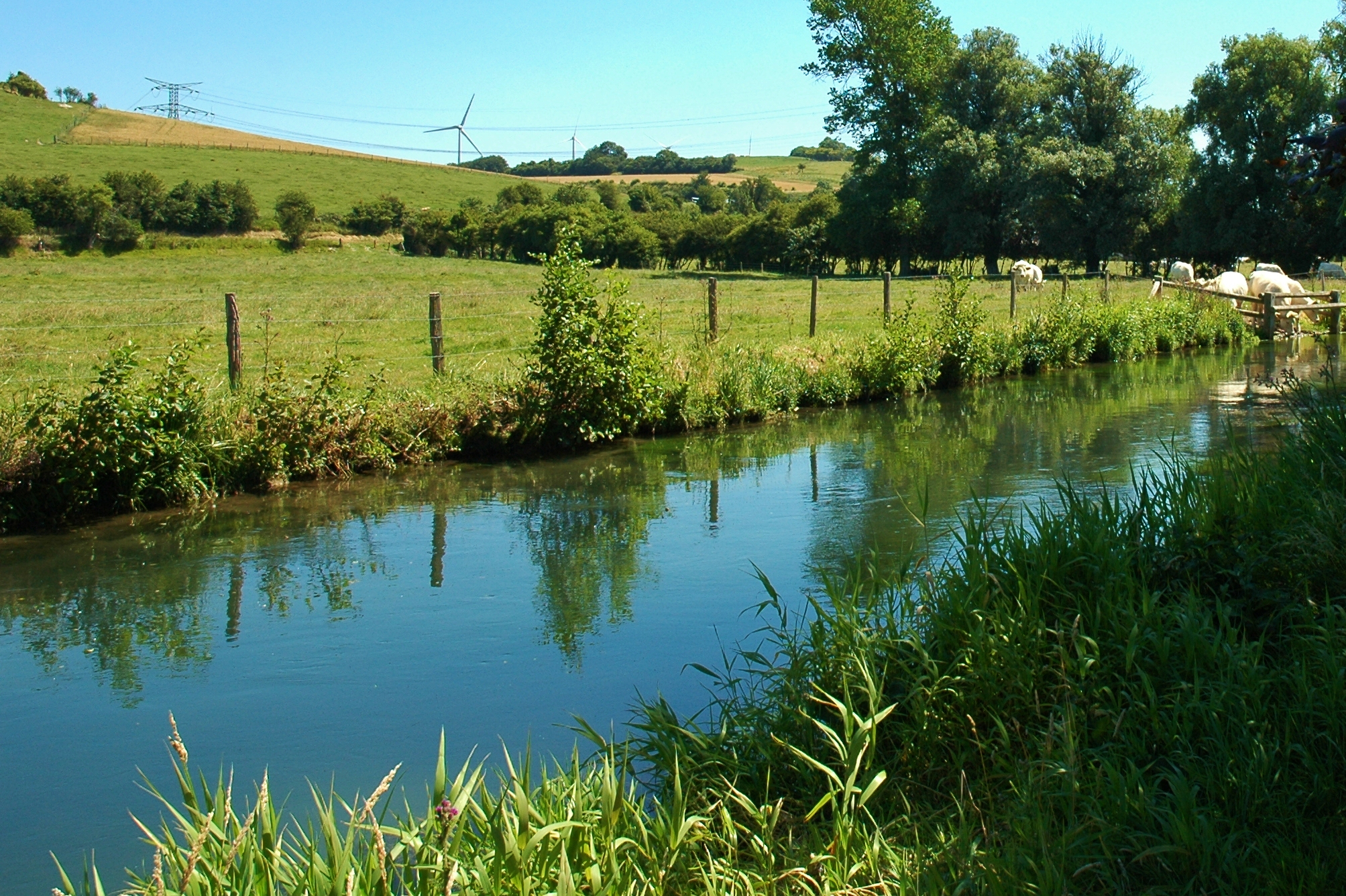
L'Yères à Criel-sur-Mer.

L'Yères prend sa source dans la basse forêt d'Eu, à Aubermesnil-aux-Érables, au sud de Foucarmont, à un kilomètre au nord-ouest du mont Gournoy (209 m), à 128 mètres d'altitude. Son cours, de 40 kilomètres, adopte rapidement la direction sud-est/nord-ouest, selon un axe parallèle à celui de la Bresle avant d'aboutir à la Manche à Criel-sur-Mer. Le fleuve côtier coule entre des contreforts formés des craies marneuses du Turonien, et des craies à silex du Coniacien. La vallée, dont le fond est formé d’alluvions sablo-graveleuses récentes, est bordée par des plateaux couverts de limons lœssiques, enrichis en argiles et silex sur les pentes.

### Communes et cantons traversés
Sans sortir des limites de la Seine-Maritime, l'Yères arrose quatorze communes et trois cantons.
Il prend sa source à  Aubermesnil-aux-Érables puis traverse Villers-sous-Foucarmont, Foucarmont, Fallencourt, Saint-Riquier-en-Rivière, Dancourt, Grandcourt, Villy-sur-Yères, Sept-Meules, Cuverville-sur-Yères, Saint-Martin-le-Gaillard, Canehan, Touffreville-sur-Eu et Criel-sur-Mer, où se situe son embouchure.
Pour ce qui est des cantons, le cours de l'Yères prend sa source dans celui de Blangy-sur-Bresle, traverse le canton de Londinières, et se jette dans la Manche dans le canton d'Eu, le tout dans l'arrondissement de Dieppe.

### Toponymes
L'Yères a donné son nom aux deux communes suivantes : Villy-sur-Yères, Cuverville-sur-Yères.

### Bassin versant
Sa vallée encaissée, occupée par des prairies, aux coteaux boisés de hêtres et de chênes, est peu urbanisée et offre des possibilités de randonnées pédestres et équestres. Près de Touffreville-sur-Eu, un viaduc en brique (de l'ancienne voie ferrée de Eu à Dieppe) offre un point de vue sur le cours du fleuve.
À proximité de sa source, le gros bourg de Foucarmont conserve les vestiges de l'abbaye cistercienne Notre-Dame et Saint-Jean-Baptiste« Abbaye de Cisterciens Notre-Dame, Saint-Jean à Foucarmont », notice no IA00057423, sur la plateforme ouverte du patrimoine, base Mérimée, ministère français de la Culture, édifiée au XIIe siècle (à partir de 1130), par le comte Henri d'Eu et, en majeure partie, détruite lors de la Révolution. Non loin de là, à Aubermesnil, les habitants n'eurent sans doute jamais conscience que la spécialité de leur village durant l'Ancien Régime, la fabrication de perles de verre, les rendait acteurs de la traite négrière (la verroterie servant de monnaie d'échange dans le cadre du commerce triangulaire). Une quarantaine de moulins, destinés essentiellement à moudre les céréales, jalonnent ensuite le cours de l'Yères : quatre à Saint-Riquier-en-Rivière, sept à Sept-Meules comme son nom l'indique, deux à Cuverville-sur-Yères. Le moulin de Villerelle dans le premier village cité et celui de Becquerelle à Saint-Martin-le-Gaillard sont encore les témoignages de cette activité meunière. Un des moulins de Saint-Martin-le-Gaillard animait une scierie qui fonctionna jusqu'aux années 1960.
À Criel-sur-Mer, l'Yères longe le manoir de Briançon, château édifié au XVIe siècle, en brique et en pierre, et transformé, en 1685, par Mademoiselle de Montpensier en école de jeunes filles à laquelle fut adjoint un hospice. Plus en aval, une nécropole mérovingienne, riche de plusieurs centaines de tombes, fut découverte en 1990 sur les pentes du Mont Joli-Bois qui domine, de ses 107 mètres (plus haut point des falaises de la côte d'Albâtre), l'embouchure du petit fleuve,.

### Organisme gestionnaire
L'organisme gestionnaire est le SMBVYC ou Syndicat Mixte du Bassin Versant de l'Yères et de la Côte, ou syndicat intercommunal du bassin versant de l'Yères et de la Côte, créé depuis le 13 novembre 2000, sis à Criel-sur-Mer. Le SMBVYC a été labellisé EPTB en 2012, et un SAGE a été lancé en 2013

## Affluents
L'Yères a six tronçons affluents référencés, tous de moins de cinq kilomètres de longueur :
- Le Douet (rg[note 1]) 2,4 km, sur la seule commune de Grandcourt[11].
- le cours d'eau 01 de la commune de Cuverville-sur-Yères (rd), 1,37 km sur la seule commune de Cuverville-sur-Yères.
- le fossé de la Corberie (rg), 1,12 km sur la seule commune de Sept-Meules.
- le cours d'eau 01 du Val Robin (rd), 1,11 km sur les deux communes de Cuverville-sur-Yères (source) et Saint-Martin-le-Gaillard (confluence).
- le cours d'eau 01 du Bas-Méniel (rg), 0,74 km sur la seule commune de Fallencourt.
- le cours d'eau 01 de la commune de Saint-Riquier-en-Rivière (rd), 0,63 km sur la seule commune de Saint-Riquier-en-Rivière.

### Rang de Strahler
Le rang de Strahler est donc de deux.

## Hydrologie
Le débit de l'Yères, dans le cadre d'un régime typiquement pluvial océanique, ne dépasse pas 3 m3/s à l'embouchure (environ 2,7 m3/s à Touffreville-sur-Eu).

### L'Yères à Touffreville-sur-Eu
Sa relative indigence, s'explique par la faible superficie de son bassin versant et donc du caractère réduit de son réseau tributaire, surtout composé de rus.
À Touffreville-sur-Eu, à guère plus de 5 kilomètres de son embouchure, le débit de l'Yères, observé depuis 1er janvier 1965 , atteint en moyenne 2,75 m3/s, à 14 m d'altitude, pour un bassin versant de 267 km2 (soit près de 85 % de sa superficie totale).
Le fleuve côtier présente des variations modérées du module : la période des hautes eaux correspond à la période hivernale et au début du printemps, la moyenne mensuelle atteint en février des chiffres compris entre 3,43 m3/s et 3,69 m3/s ; les basses eaux interviennent à la fin de l'été et au début de l'automne avec des débits de 1,82 m3/s à 1,93 m3/s, le minimum étant enregistré en septembre.

### Étiage ou basses eaux
Les périodes d'étiage, tout comme les crues, sont limitées. À l'étiage, c'est-à-dire aux basses eaux, le VCN3, ou débit minimal du cours d'eau enregistré pendant trois jours consécutifs sur un mois, en cas de quinquennale sèche s'établit à 1,3 m3/s, ce qui reste très confortable,.

### Crues
Sur cette période d'observation, le débit journalier maximal a été observé le 28 janvier 2003 pour 10,50 m3/s. Le débit instantané maximal a été observé le 26 décembre 1999 avec 12,50 m3/s en même temps que la hauteur maximale instantanée de 1 090 mm soit 1,09 m.
Le QIX 2 est de 6,1 m3/s, le QIX 5 est 8,3 m3/s, le QIX 10 est de 9,7 m3/s, le QIX 20 est de 11,0 m3/s et le QIX 50 est de 13,0 m3/s. Le QIX 100 n'a pas pu être calculé vu la période d'observation et de mesure de 56 ans.

### Lame d'eau et débit spécifique
En établissant une comparaison entre le débit et le bassin versant, l'Yères présente un module tout à fait honorable ainsi que l'atteste une lame d'eau de 320 mm/an (légèrement supérieure à la moyenne nationale qui est de 300 mm/an, mais supérieure à celle du bassin de la Seine qui atteint 225 mm/an) et un débit spécifique (ou Qsp) de 10,1 litres par seconde et par kilomètre carré de bassin, des chiffres très proches de sa voisine, la Bresle (pour comparaison : 9,5 l/s/km2 pour l'ensemble des cours d'eau français, 7,1 l/s/km2 dans le cas du bassin de la Seine).

## Aménagements et écologie
D'autre part, l'A28 traverse l'Yères, au nord de Foucarmont sur la commune de Fallencourt.

### Patrimoine naturel
Au sud de Foucarmont se trouve la basse forêt domaniale d'Eu (2 800 ha) tandis qu'au nord, et en rive droite de l'Yères, se situe la haute forêt domaniale d'Eu (3 500 ha).

#### AAPPMA
L'Yères est un cours d'eau poissonneux, abritant notamment des truites farios, des lamproies de Planer et de rivière, des chabots ; elle présente les caractéristiques permettant la remontée des saumons, malheureusement cette dernière est rendue impossible par le busage du cours au niveau de l'estuaire.

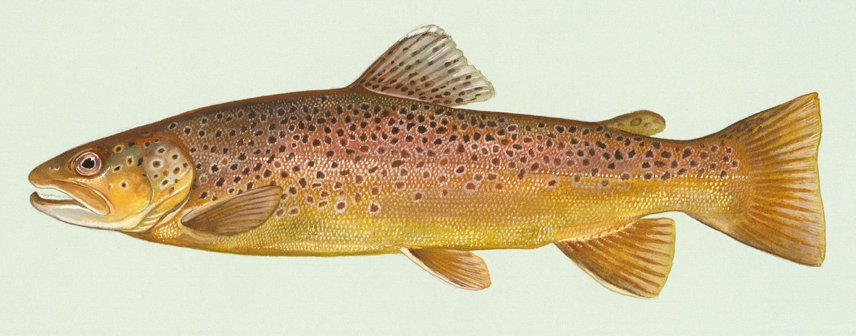
Truites farios
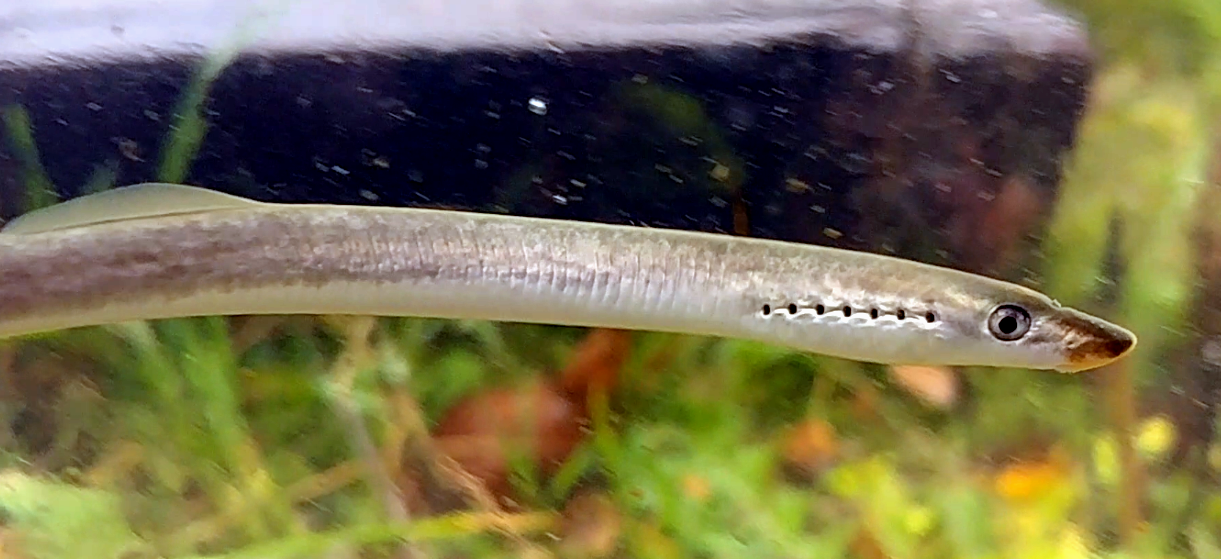
Lamproie de Planer
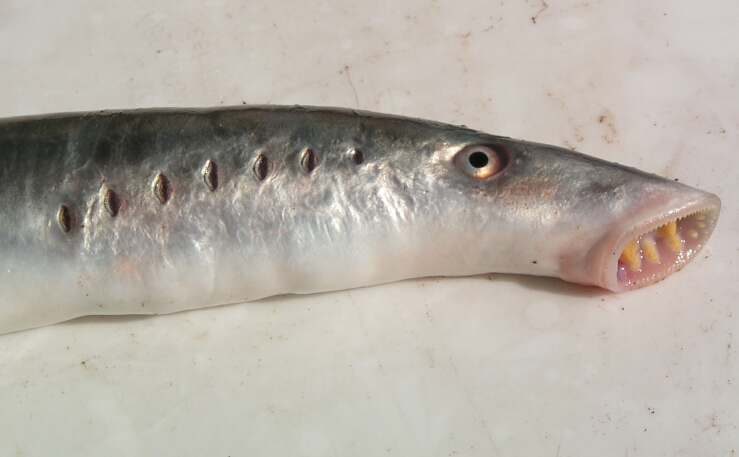
Lamproie de rivière
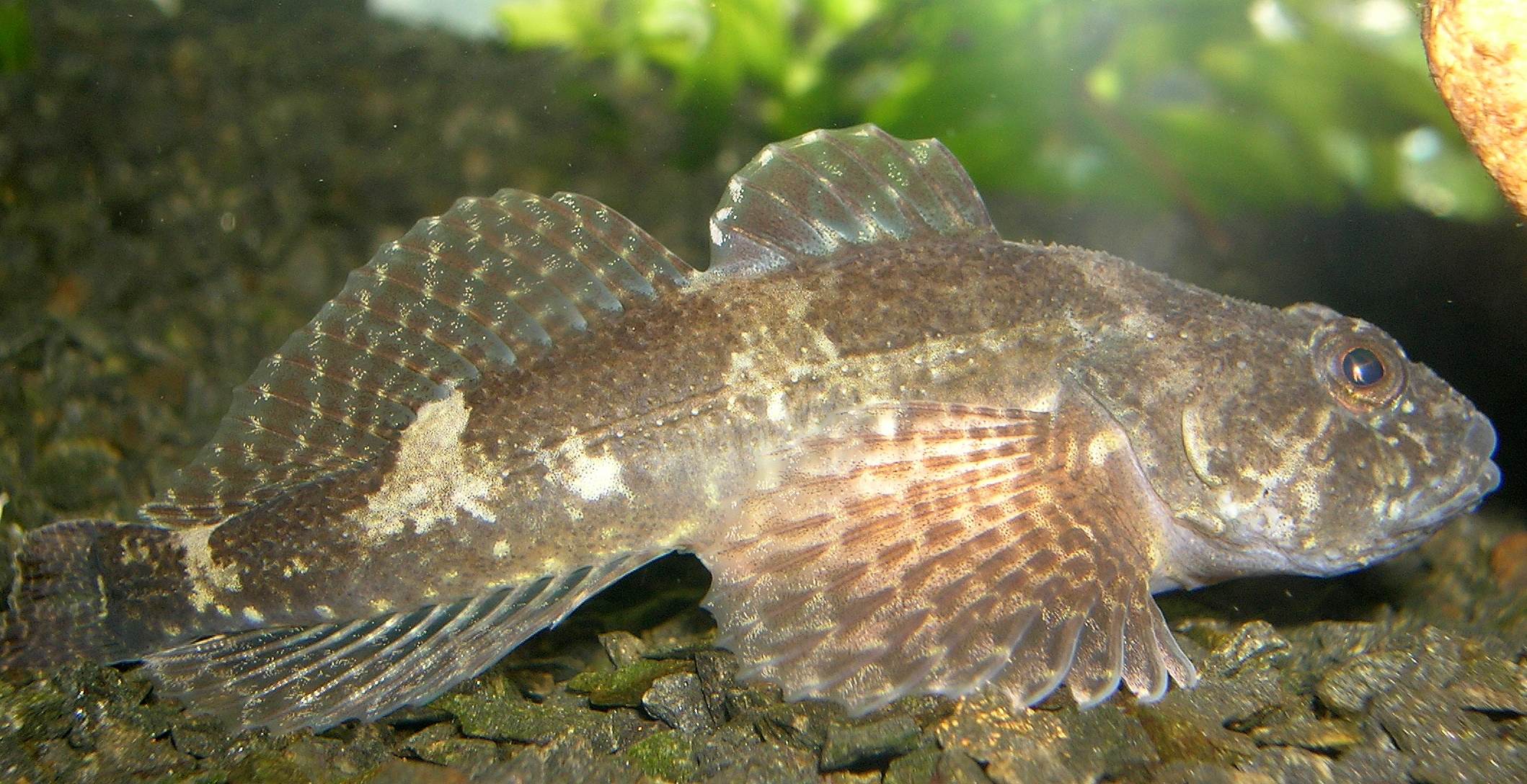
Chabots
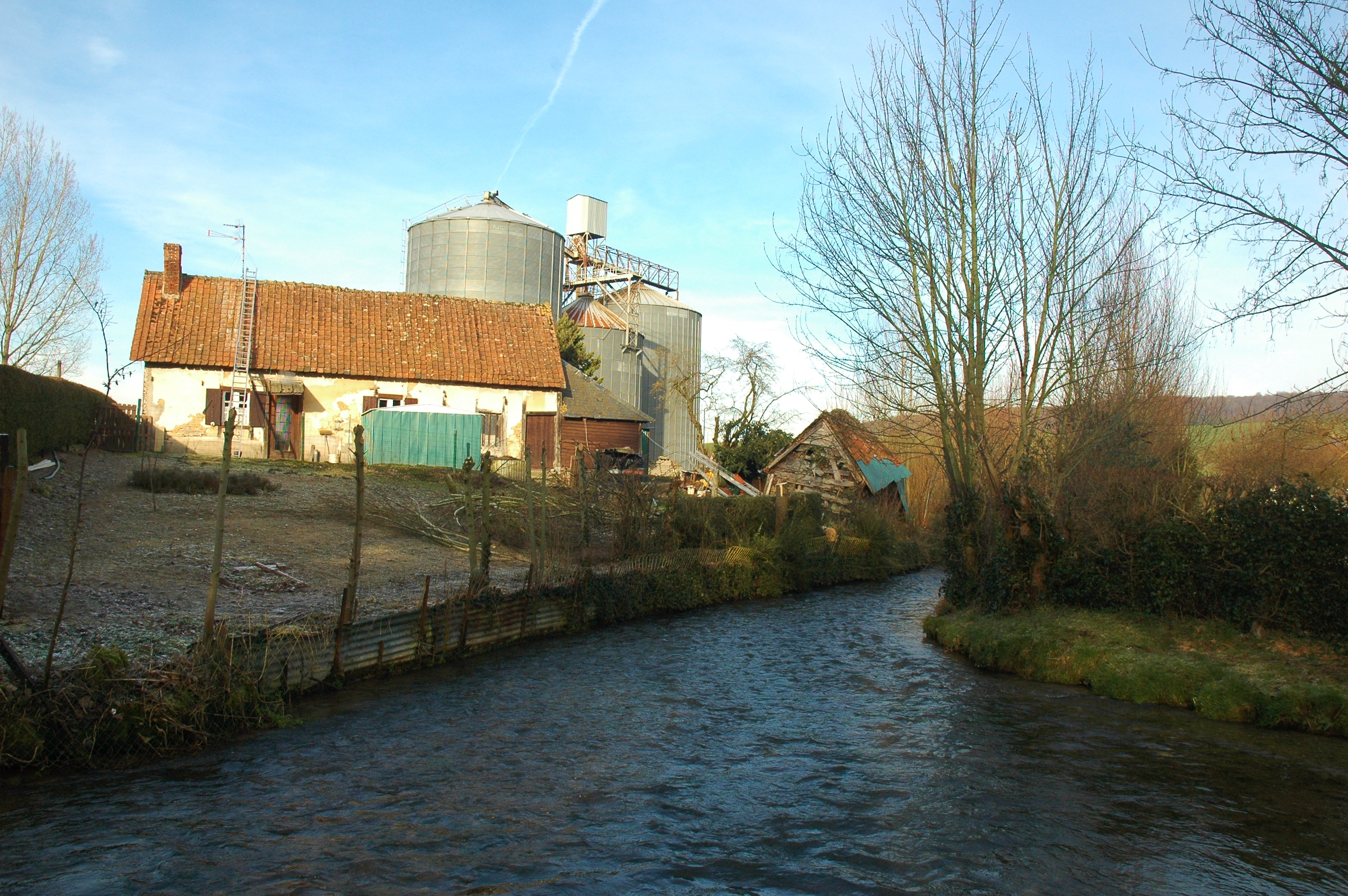
L'Yères, à proximité du silo de Grandcourt en janvier 2012.

Treize AAPPMA en Seine-Maritime permettent de pécher le long de L'Yères.

#### Znieff et Natura 2000
La basse vallée de l'Yères est classée en zone naturelle d'intérêt écologique, faunistique et floristique de type I.
L'Yères est référencée sur le site Natura 2000 FR2300137, de type ZSC et pour 442 ha de superficie.